# Diana Doll
Pour les articles homonymes, voir Doll.
Silvia Brezinova, connue sous le nom de scène de Diana Doll, née le 22 juillet 1976 à Liptovský Mikuláš, est une actrice slovaque de films pornographiques.

## Filmographie sélective
- 2000 : Pussyman's Decadent Divas 6
- 2001 : Hustler XX 7
- 2003 : 1 Dick 2 Chicks 1
- 2004 : Pussyman's Decadent Divas 25
- 2005 : Pussy Foot'n 13
- 2006 : Sapphic Liaisons 2
- 2007 : Teacher and Me
- 2008 : Blondes In Bondage
- 2009 : Bossy MILFs
- 2010 : For Her Tongue Only
- 2011 : Orgy : The XX championship 1
- 2012 : Lesbian Love Connections
- 2013 : Girl Lessons
- 2014 : Girls Playground
- 2015 : Solo Masturbation 2
- 2016 : Work Place Pussy

### Distinctions
Récompenses
Nominations
- 2008 : AVN Award - Female Foreign Performer of the Year
- 2009 : AVN Award - Female Foreign Performer of the Year
- 2011 : XBIZ Award - Milf Performer of the Year
- 2012 : AVN Award - Group Sex Scene, Orgy: The XX Championship, Marc Dorcel/Wicked